# Внешний Лондон
Вне́шний Ло́ндон (англ. Outer London) — объединяющее название нескольких боро Лондона, которые находятся внутри Большого Лондона и окружают Внутренний Лондон.
Внешний Лондон был официально обозначен в 1965 году в целях статистики, его очертания со временем изменялись.

## Границы

### Закон об управлении Лондоном от 1963 года
По Закону об управлении Лондоном от 1963 года к Внешнему Лондону относятся боро Большого Лондона, не входившие до 1965 года в Лондонское графство:
- Баркинг и Дагенем
- Барнет
- Бексли
- Брент
- Бромли
- Илинг
- Кингстон-апон-Темс
- Кройдон
- Мертон
- Ньюэм
- Редбридж
- Ричмонд-апон-Темс
- Саттон
- Уолтем-Форест
- Харринги
- Харроу
- Хаунслоу
- Хаверинг
- Хиллингдон
- Энфилд

Район Северный Вулидж был частью графства Лондон, но в 1965 году отнесён к внешнему лондонскому боро Ньюэм.

### Национальная статистическая служба
Национальная статистическая служба (ONS) определяет Внешний Лондон по-другому, добавляя Гринвич, но исключая Харринги и Ньюэм. Эта классификация используется также Евростатом в NUTS (2 уровень).
Согласно ONS площадь земельного участка Внешнего Лондона составляет 1 254 км2, а население на 2011 год — 4 942 040 человек.